# San Luis Potosí Challenger 2008
Il San Luis Potosí Challenger 2008 è stato un torneo di tennis facente parte della categoria ATP Challenger Series nell'ambito dell'ATP Challenger Series 2008. Il torneo si è giocato a San Luis Potosí in Messico dal 17 al 23 marzo 2008 su campi in terra rossa e aveva un montepremi di $50 000.

## Vincitori

### Singolare
Brian Dabul ha battuto in finale  Mariano Puerta per walkover

### Doppio
Travis Parrott /  Filip Polášek hanno battuto in finale  Jean-Julien Rojer /  Marcio Torres con il punteggio di 6–2, 6–1.